# Peter Herman Vogt
Peter Herman Vogt, född 30 mars 1829 i Ekers socken, död 9 januari 1900, var en norsk läkare.
Vogt avlade medicinsk examen 1855 och slog sig samma år ned i Kristiania, där han förut, 1851 och 1853, tjänstgjort som koleraläkare. Åren 1860-63 var han reservläkare vid barnbördshuset där samt 1860-70 lärare och examinator vid barnmorskeanstalten. Sedan hösten 1866 var han sekreterare i medicinska fakulteten, och 1870 utnämndes han till överläkare vid barnbördshuset i Bergen. Han blev hedersdoktor vid Köpenhamns universitet 1879.
Utöver en Lærebog for jordemødre (flera upplagor) skrev Vogt en mängd avhandlingar i "Norsk magazin for lægevidenskab", "Tidsskrift for praktisk medicin" och "Forhandlinger i det medicinske selskab" och var dessutom en av utgivarna av första bandet av "Nordiskt medicinskt arkiv".